# Kyōko Fukada
Kyōko Fukada (jap. 深田恭子 Fukada Kyōko; ur. 2 listopada 1982 w Tokio) – japońska aktorka oraz była modelka i piosenkarka. Laureatka licznych nagród filmowych.

## Życiorys

### 1996–2001: Debiut i początki kariery
W 1996 roku wygrała przesłuchanie, które miało na celu odkrycie nowych talentów, sponsorem tego wydarzenia była dużą japońską agencję talentów Horipro. Zadebiutowała w 1997 roku w przedstawieniu teatru telewizji Sore ga kotae da!. Zwróciła na siebie uwagę w 1998 roku w serialu Kamisama mousukoshi dake stacji Fuji TV, w którym wcieliła się w rolę Kano Masaki, która to w celu zarobienia pieniędzy na koncert ulubionego artysty sprzedaje swoje ciało, a niedługo później dowiaduje się, że jest nosicielką wirusa HIV. Pierwszym filmem, w którym zagrała był The Ring: Krąg 2 wcielając się w rolę Kanae Sawaguchi. Jako piosenkarka debiutowała singlem „最後の果実 (Last Fruit)”, pierwszy pełny album „Dear...” wydała w 1999 roku. W 2001 roku zdobyła nagrodę Japońskiej Akademii Filmowej dla najlepszego debiutanta za film Shisha No Gakuensai z 2000 roku.

### Od 2002: Wiodące role
W 2002 roku zagrała w filmie Lalki w reżyserii Takeshiego Kitano, wcielając się w postać Haruny Yamaguchi. Następnie zagrała kilka ról filmach i serialach, żeby w 2004 roku zagrać pierwszoplanową rolę Momoko Ryugasaki w filmie Kamikaze Girls, poprzez który została rozpowszechniona moda Lolity. Za role w tym filmie otrzymała nagrodę dla najlepszej aktorki na corocznej gali Nagród filmowych Mainichi, dzięki czemu została najmłodszą zdobywczynią tej nagrody. W 2005 roku otrzymała główną rolę Miwako Kobe w serialu Fugō keiji, opartym na powieści Yasutaki Tsutsui. W latach 2005–2011 występowała w programie muzycznym Shin Domoto Kyoudai, grając na fortepianie, na którym gra od 4 roku życia, program emitowany był w Fuji TV.

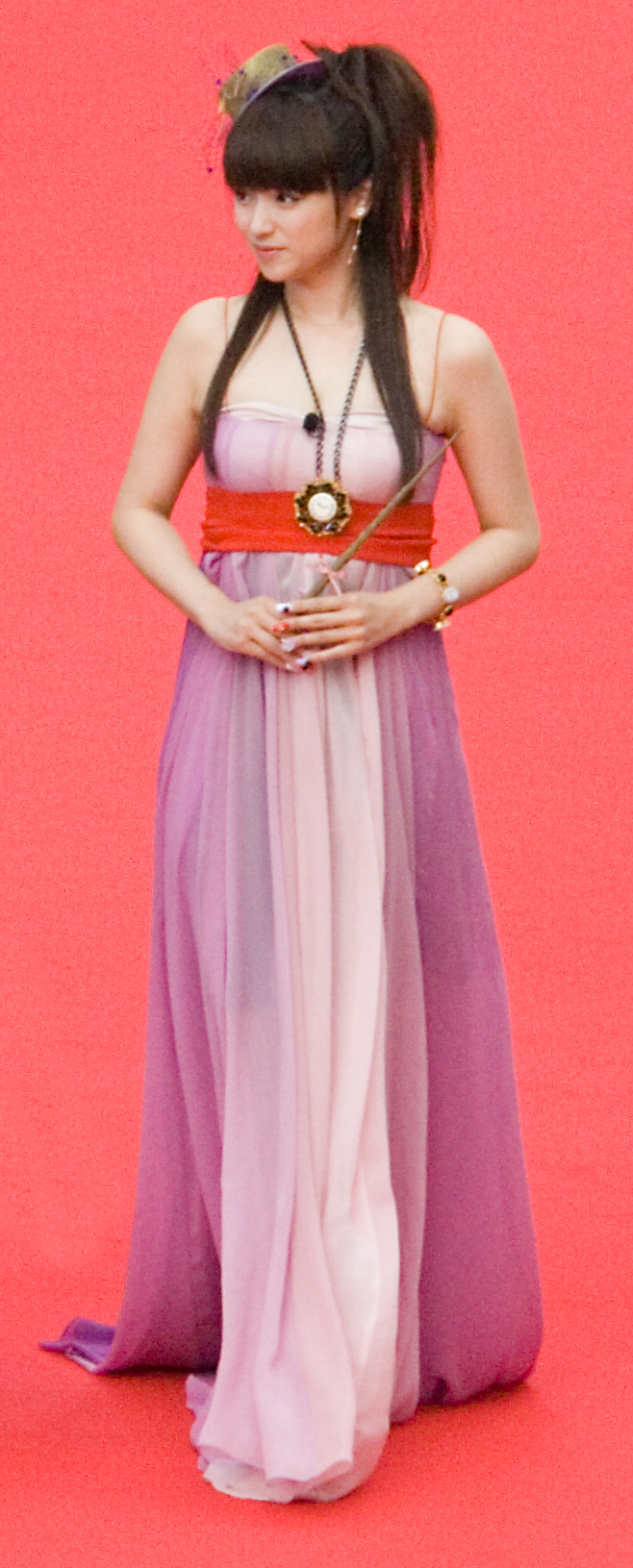
Zdjęcie Kyōko Fukady na czerwonym dywanie wykonane podczas premiery Harry'ego Pottera w Tokio w 2007 roku

W 2006 roku zagrała w dwóch filmach The Inugamis i Tenshi odgrywając rolę Anioła oraz w 2 sezonie serialu Fugō keiji. Następnie w 2007 roku zagrała główną rolę w serialu Yama Onna Kabe Onna, razem z Misaki Itō i filmie Watashi no Atama no Naka no Keshigomu. W 2008 roku wcieliła się w postać nauczycielki języka angielskiego w dwóch serialach Gakko ja Oshierarenai! i Mirai Koshi Meguru. Fukada zagrała również złoczyńcę Doronjo w filmie Yattāman wydanym w marcu 2009 roku i postać Dorothy, która została uznana za szpiega z doświadczeniem w brytyjskiej agencji wywiadowczej MI6 w serialu stacji NTV Karei naru Spy. Użyczyła także głosu w japońskim dubbingu postaci Białej Królowej granej przez Anne Hathaway w filmie Alicja w Krainie Czarów, wydanym w kwietniu 2010 roku. Jeszcze w tym samym roku wystąpiła w czterech produkcjach w trzech serialch Massugu na Otoko, Second Virgin, Genya oraz filmie Ren'ai gikyoku: Watashi to koi ni ochitekudasai.
W 2011 roku po raz koleiny użyczyła głosu głównej postaci tym razem w anime Tōfu-kozō, zagrała także w serialu Sengyō Shufu Tantei: Watashi wa Shadow i filmach Yoake no Machi de i Second Virgin, który jest kontynuacją serialu o tym samym tytule, który ukazał się rok wcześniej, historia filmu rozgrywa się pięć lat później od tamtych wydarzeń. W 2012 roku wystąpiła po raz pierwszy w Taiga dramie (nazwa, którą stacja NHK nadaje corocznemu, historycznemu serialowi telewizyjnemu) pt. Taira no Kiyomori i 
Tokyo Airport ~Tôkyô Kûkô Kansei Hoanbu~, gdzie wcieliła się w rolę początkującego kontrolera ruchu lotniczego. Następnie pojawiła się w 2013 roku wspólnie z Keiko Kitagawą w horrorze psychologicznym Rûmumeito.
W 2014 roku wystąpiła w roli głównej w dwóch serialach Silent Poor i Onna wa Sore o Yurusanai. Rok później wystąpiła u boku Kazuyi Kamenashi członka japońskiego boysbandu KAT-TUN w 7-odcinkowym serialu Second Love oraz zagrała w thrillerze Joker Game. Rok 2016 zaczął się od występu w serialu Dame na Watashi ni Koishite Kudasai, który miał premierę 12 stycznia, następnie wcieliła się w postać Osaki w filmie Samurai Hustle Returns. W 2017 zagrała w dwóch serialach stacji TBS Gekokujo Juken i Hello Harinezumi. W 2018 zagrała w serialu Tonari no Kazoku wa Aoku Mieru u boku Kenichiego Matsuyamy. Kolejnym serialem był Hajimete Koi wo Shita Hi ni Yomu Hanashi, którego premierowy odcinek ukazał się 15 stycznia 2019 roku. Fukada wcieliła się w nim w rolę Junko Harumi korepetytorki w prywatnej szkole, przed którą pojawia się trzech zgoła różnych mężczyzn kolega ze szkoły Masashi (Kento Nagayama), który ukończył Uniwersytet Tokijski, uczeń Kyohei (Ryusei Yokohama) i Yamashita (Tomoya Nakamura) chłopak, który kiedyś wyznał jej miłość, a obecnie nauczyciel w liceum Kyoheia. Jeszcze w tym samym roku wystąpiła w serialu Lupin no Musume stacji Fuji TV.
W 2020 roku wystąpiła w drugim sezonie Lupin no Musume Season 2. Rok później zagrała w filmie Lupin no Musume: Gekijoban. 26 maja 2021 roku agencja zarządzająca Horipro wydała oświadczenie, w którym poinformowała, że Fukada zrobi sobie przerwę od wszelkiej działalności rozrywkowej z powodu zaburzeń adaptacyjnych, które zostały u niej wykryte. Natomiast 2 września poinformowała na swoim Instagramie, że wznowi działalność po przerwie związanej z zaburzeniami.

## Filmografia

### Dramy
| Rok  | Tytuł                                    | Rola                     | Stacja telewizyjna |
| ---- | ---------------------------------------- | ------------------------ | ------------------ |
| 1997 | Five                                     | Sanae Yodobashi/Kanae    | NTV                |
| 1997 | Sore Ga Kotae Da!                        | Kazune Mizuno            | Fuji TV            |
| 1998 | News no Onna                             | Aya Uchida               | Fuji TV            |
| 1998 | Kamisama mousukoshi dake                 | Masaki Kano              | Fuji TV            |
| 1999 | Oni no Sumika                            | Ayumi Kato               | Fuji TV            |
| 1999 | To Heart: Koishite Shinitai              | Toko Miura               | TBS                |
| 1999 | Tengoku no Kiss                          | Mika Izumisawa           | TV Asahi           |
| 2000 | Imagine                                  | Yu Iijima                | Fuji TV            |
| 2000 | Food Fight                               | Manami Tamura            | NTV                |
| 2001 | Strawberry on the Shortcake              | Yui Misawa               | TBS                |
| 2001 | Fighting Girl                            | Sayoko Yoshida           | Fuji TV            |
| 2002 | Friends                                  | Tomoko Asai              | TBS, MBC           |
| 2002 | First Love                               | Kasumi Ezawa             | TBS                |
| 2002 | Remote                                   | Kurumi Ayaki             | NTV                |
| 2002 | Otousan                                  | Kei Shindo               | TBS                |
| 2003 | Hakoiri Musume!                          | Akari Komori             | Fuji TV            |
| 2004 | Kanojo ga Shinjyatta                     | Reiko Ishii              | NTV                |
| 2004 | Nouka no Yome ni Naritai                 | Wako Yoshikawa           | NHK                |
| 2004 | Minami-kun no Koibito                    | Chiyomi Horikiri         | TV Asahi           |
| 2004 | Xmas Nante Daikirai                      | Fuyumi Kurihara          | NTV                |
| 2005 | Fugô Keiji                               | Miwako Kanbe             | TV Asahi           |
| 2005 | Shiawase ni Naritai!                     | Hikari Asada             | TBS                |
| 2006 | Akai Kiseki                              | Rinko Sekiguchi          | TBS                |
| 2006 | Fugô Keiji Deluxe                        | Miwako Kanbe             | TV Asahi           |
| 2007 | Yama Onna Kabe Onna                      | Marie Mariya             | Fuji TV            |
| 2007 | Galileo                                  | Shizuko Sugawara (odc.7) | Fuji TV            |
| 2008 | Mirai Koshi Meguru                       | Meguru Yoshida           | TV Asahi           |
| 2008 | Gakko ja Oshierarenai!                   | Mai Aida                 | NTV                |
| 2009 | Tenchijin                                | Yodo-dono                | NHK                |
| 2009 | Kurobe no Taiyo                          | Ayako Kawaguchi          | Fuji TV            |
| 2009 | Karei naru Spy                           | Dorothy                  | NTV                |
| 2010 | Massugu na otoko                         | Nurumi Kurita            | Fuji TV            |
| 2010 | Natsu no koi wa nijiiro ni kagayaku      | gościnnie (odc.10)       | Fuji TV            |
| 2010 | Second Virgin                            | Marie Suzuki             | NHK                |
| 2010 | Genya                                    | Mifuyu Shinkai           | Wowow              |
| 2011 | Sengyō Shufu Tantei: Watashi wa Shadow   | Serina Asagi             | TBS                |
| 2012 | Taira no Kiyomori                        | Taira no Tokiko          | NHK                |
| 2012 | Tokyo Airport ~Tōkyō Kûkō Kansei Hoanbu~ | Kaori Shinoda            | Fuji TV            |
| 2013 | Namonaki Doku                            | Satomi Kajita (odc.1-5)  | TBS                |
| 2014 | Silent Poor                              | Satomi Ryo               | NHK                |
| 2014 | Onna wa sore o yurusanai                 | Urara Iwasaki            | TBS                |
| 2015 | Second Love                              | Yui Nishihara            | TV Asahi           |
| 2016 | Dame na Watashi ni Koishite Kudasai      | Michio Shibata           | TBS                |
| 2017 | Gekokujo Juken                           | Kanako Sakurai           | TBS                |
| 2017 | Hello Hari Nezumi                        | Ranko Shidawara          | TBS                |
| 2018 | Tonari no Kazoku wa Aoku Mieru           | Nana Igarashi            | Fuji TV            |
| 2019 | Hajimete Koi wo Shita Hi ni Yomu Hanashi | Harumi Junko             | TBS                |
| 2019 | Lupin no Musume                          | Mikumo Hana              | Fuji TV            |
| 2020 | Lupin no Musume Season 2                 | Mikumo Hana              | Fuji TV            |
| 2023 | A2Z                                      | Natsumi Sawano           | Prime Video        |
| 2023 | 18/40 ~Futari Nara Yume mo Koi mo~       | Toko Naruse              | TBS                |

### Filmy
| Rok  | Tytuł                                                    | Rola             |
| ---- | -------------------------------------------------------- | ---------------- |
| 1998 | Shinjuku Shounen Tanteidan                               | Yumeno Mika      |
| 1999 | The Ring: Krąg 2                                         | Kanae Sawaguchi  |
| 2000 | Shisha no Gakuensai                                      | Machiko Yuki     |
| 2001 | Tokyo Zance                                              |                  |
| 2002 | Lalki                                                    | Haruna Yamaguchi |
| 2003 | Onmyouji II                                              | Himiko           |
| 2003 | Asura no Gotoku                                          | Jinnai Sakiko    |
| 2004 | Inu to arukeba: Chirori to Tamura                        | Anioł            |
| 2004 | Kamikaze Girls                                           | Momoko Ryugasaki |
| 2006 | Tenshi                                                   | Anioł            |
| 2006 | The Inugamis                                             | Haru             |
| 2007 | Watashi no Atama no Naka no Keshigomu                    | Kono Kana        |
| 2009 | Yattāman                                                 | Doronjo          |
| 2009 | Ururu no mori no monogatari                              | Chie             |
| 2010 | Ren'ai gikyoku: Watashi to koi ni ochitekudasai          | Mayumi Taniyama  |
| 2011 | Suteki na Kanashibari                                    | Guma Maeda       |
| 2011 | Yoake no Machi de                                        | Akiba Nakanishi  |
| 2011 | Second Virgin                                            | Marie Suzuki     |
| 2011 | Kochira Katsushika-ku Kamearikouen Hashutsujo: The Movie | Momoko Sawamura  |
| 2013 | Rûmumeito                                                | Reiko Nishimura  |
| 2014 | Samurai Hustle                                           | Osaki            |
| 2014 | Idai Naru, Shurarabon                                    | Kiyoko Hinode    |
| 2015 | Joker Game                                               | Rin              |
| 2016 | Samurai Hustle Returns                                   | Osaki            |
| 2018 | Recall                                                   | Fumie Akamatsu   |
| 2021 | Lupin no Musume: Gekijoban                               | Hana Mikumo      |
| 2024 | Cells at Work!                                           | Komórka wątroby  |

## Dyskografia

### Single
| Data       | Tytuł                        | Album    |
| ---------- | ---------------------------- | -------- |
| 1999.05.19 | Saigo no Kajitsu             | Moon     |
| 1999.09.01 | Easy Rider                   | Moon     |
| 2000.02.02 | Kirameki no Shunkan          | Moon     |
| 2000.07.19 | How?                         | Universe |
| 2001.06.06 | Swimming                     | Universe |
| 2001.10.03 | Kimi no Hitomi ni Koishiteru | Universe |
| 2002.05.22 | Route 246                    |          |

### Albumy
| Data       | Tytuł                      |
| ---------- | -------------------------- |
| 1999.11.17 | Dear…                      |
| 2000.03.15 | Moon                       |
| 2001.11.21 | Universe                   |
| 2002.08.21 | Flow: Kyoko Fukada Remixes |

## Nagrody i nominacje
| Rok  | Ceremonia                                                      | Kategoria                                             | Nominowany                               | Rezultat  | Przy.  |
| ---- | -------------------------------------------------------------- | ----------------------------------------------------- | ---------------------------------------- | --------- | ------ |
| 1998 | Nagroda Złotej Strzały                                         | Nagroda dla Debiutanta                                | Shinjuku Shounen Tanteidan               | Wygrana   | [ 2 ]  |
| 1998 | Nagrody Élan d’Or                                              | Debiutant Roku                                        | Kamisama mousukoshi dake                 | Wygrana   | [ 2 ]  |
| 1998 | Najlepszy Uśmiech Roku                                         | –                                                     | Kyōko Fukada                             | Wygrana   | [ 2 ]  |
| 1998 | Television Drama Academy Awards                                | Najlepsza Aktorka Drugoplanowa                        | Kamisama mousukoshi dake                 | Wygrana   | [ 2 ]  |
| 1999 | Television Drama Academy Awards                                | Najlepsza Aktorka Drugoplanowa                        | To Heart: Koishite Shinitai              | Wygrana   | [ 2 ]  |
| 2000 | Nagrody Nikkan Sports Film                                     | Najlepszy Debiutant                                   | Shisha no Gakuensai                      | Wygrana   | [ 52 ] |
| 2000 | Nagrody Japońskiej Akademii Filmowej                           | Debiut Roku                                           | Shisha no Gakuensai                      | Wygrana   | [ 2 ]  |
| 2000 | Nagrody Japońskiej Akademii Filmowej                           | Najlepsza Aktorka Pierwszoplanowa                     | Shisha no Gakuensai                      | Nominacja |        |
| 2001 | Japońska Nagroda dla Najlepiej Wyglądających w Biżuterii       | Kategoria Nastolatki                                  | Kyōko Fukada                             | Wygrana   | [ 53 ] |
| 2001 | Nagroda dla Najlepszego Pływaka                                | –                                                     | Kyōko Fukada                             | Wygrana   | [ 2 ]  |
| 2001 | Television Drama Academy Awards                                | Najlepsza Garderoba                                   | Fighting Girl                            | Wygrana   | [ 2 ]  |
| 2002 | Television Drama Academy Awards                                | Najlepsza Garderoba                                   | Remote                                   | Wygrana   | [ 2 ]  |
| 2003 | Nagroda Najlepiej Wyglądająca w Perłach wśród dwudziestolatków | –                                                     | Kyōko Fukada                             | Wygrana   | [ 2 ]  |
| 2004 | Nagrody filmowe Mainichi                                       | Najlepsza Aktorka                                     | Kamikaze Girls                           | Wygrana   | [ 54 ] |
| 2004 | Nagrody Filmowe Tokyo Sports                                   | Najlepsza Aktorka                                     | Kamikaze Girls                           | Wygrana   | [ 54 ] |
| 2004 | Festiwal Filmowy w Jokohamie                                   | Najlepsza Aktorka                                     | Kamikaze Girls                           | Wygrana   | [ 54 ] |
| 2005 | Nagrody Japońskiej Akademii Filmowej                           | Najlepsza Aktorka Pierwszoplanowa (Nagroda Specjalna) | Kamikaze Girls                           | Wygrana   | [ 55 ] |
| 2005 | Międzynarodowy Festiwal Filmów Fantastycznych Yubari           | Max Factor Beauty Spirit Award                        | Kyōko Fukada                             | Wygrana   | [ 54 ] |
| 2005 | DVD＆ブルーレイでーた                                          | Nagroda Główna dla Najlepszego Talentu                | Kyōko Fukada                             | Wygrana   | [ 54 ] |
| 2006 | Nagrody Królowej Paznokci                                      | Kategoria Aktorka                                     | Kyōko Fukada                             | Wygrana   | [ 56 ] |
| 2009 | Nagrody Błękitnej Wstęgi                                       | Najlepsza Aktorka Drugoplanowa                        | Yattāman                                 | Wygrana   | [ 57 ] |
| 2009 | Nagrody Filmowe Tokyo Sports                                   | Najlepsza Aktorka Drugoplanowa                        | Yattāman                                 | Wygrana   | [ 54 ] |
| 2009 | Złota Nagroda za Makijaż                                       | Kategoria Moda                                        | Kyōko Fukada                             | Wygrana   | [ 58 ] |
| 2009 | Nagrody Królowej Paznokci                                      | Kategoria Aktorka                                     | Kyōko Fukada                             | Wygrana   | [ 59 ] |
| 2010 | Nagrody Królowej Paznokci                                      | Kategoria Aktorka                                     | Kyōko Fukada                             | Wygrana   | [ 60 ] |
| 2015 | Japońska Nagroda dla Najlepiej Wyglądających w Biżuterii       | Kategoria 30 lat                                      | Kyōko Fukada                             | Wygrana   | [ 53 ] |
| 2017 | VOCE BEST COSMETICS AWARDS                                     | Nagroda specjalna                                     | Kyōko Fukada                             | Wygrana   | [ 61 ] |
| 2019 | Nagrody Japońskiej Akademii Filmowej                           | Najlepsza Aktorka Pierwszoplanowa                     | Recall                                   | Wygrana   | [ 62 ] |
| 2019 | Television Drama Academy Awards                                | Najlepsza Aktorka Pierwszoplanowa                     | Hajimete Koi wo Shita Hi ni Yomu Hanashi | Wygrana   | [ 63 ] |
| 2025 | Weibo Cultural Exchange Night                                  | Nagroda Weibo dla Japońskiej Ikony Rozrywki Roku      | Kyōko Fukada                             | Wygrana   | [ 64 ] |